# Badacsonytomaj

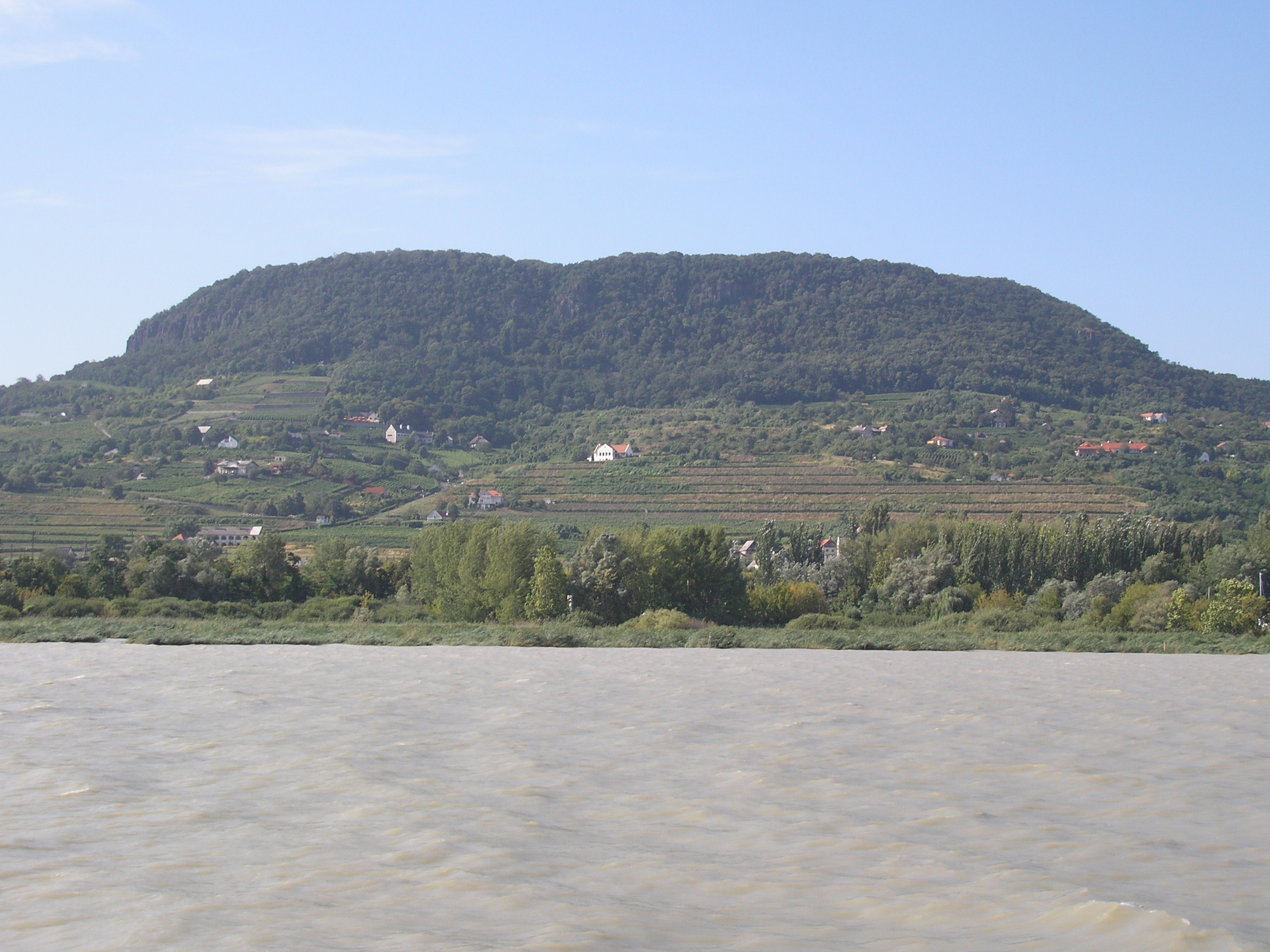
A város látképe

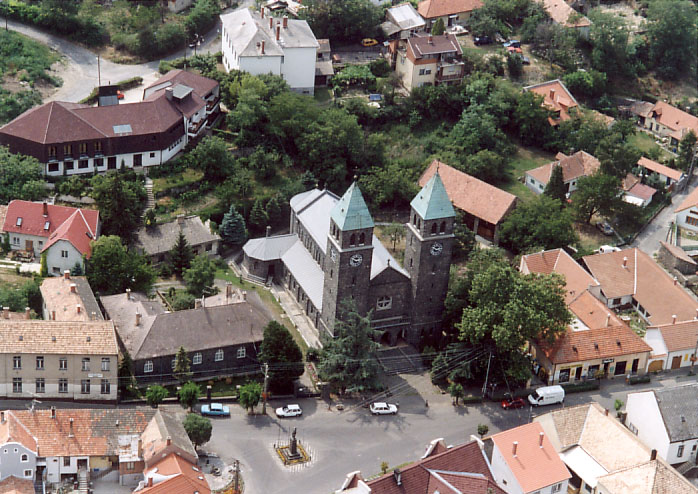
A város nevezetessége a neoromán stílusban, bazaltból épült katolikus templom

Badacsonytomaj város Veszprém vármegyében, a Tapolcai járásban. Népessége alapján a megye és a Közép-Dunántúl legkisebb városa.

## Fekvése
A Balaton északi partjának nyugati részén, a Badacsony lábánál, a 71-es főút mentén fekszik. A település területéhez tartozik a Badacsony hegy nagyobbik része, az ősi tomaji faluközpont, Badacsonyörs, valamint a nagy idegenforgalmú, nagyrészt szőlőterületekből, borházakból, vendéglőkből, üdülőépületekből álló Badacsony településrész.
A 71-es főút után a település legfontosabb útvonala a 7316-os út, amely a badacsonyörsi településrészben indul, keresztülhalad Badacsonytomaj központján, majd Tapolca felé vezet tovább. További négy- és öt számjegyű utak a településen: a Badacsony lábánál, de a parti útnál kicsit magasabban húzódó, Badacsonytördemicre vezető 7341-es út (a „Római út”), a Káptalantótira vezető 7344-es út, a Badacsonytól északra Badacsonytördemic felé vezető 73 104-es út és a tomaji városközpont főutcájával egybeeső 73 143-as út.
Szomszédos települések: Ábrahámhegy, Badacsonytördemic, Káptalantóti, Nemesgulács és Salföld.
Vonattal elérhető a Börgönd–Szabadbattyán–Tapolca-vasútvonalon: Badacsonyörs (régen Kisörs) megállóhely, Badacsonytomaj vasútállomás és Badacsony megállóhely (régen Badacsony-Hableány).
Vízi úton a Badacsony településrészen lévő, nyáron nagy forgalmú hajóállomáson és vitorlás kikötőn át közelíthető meg.

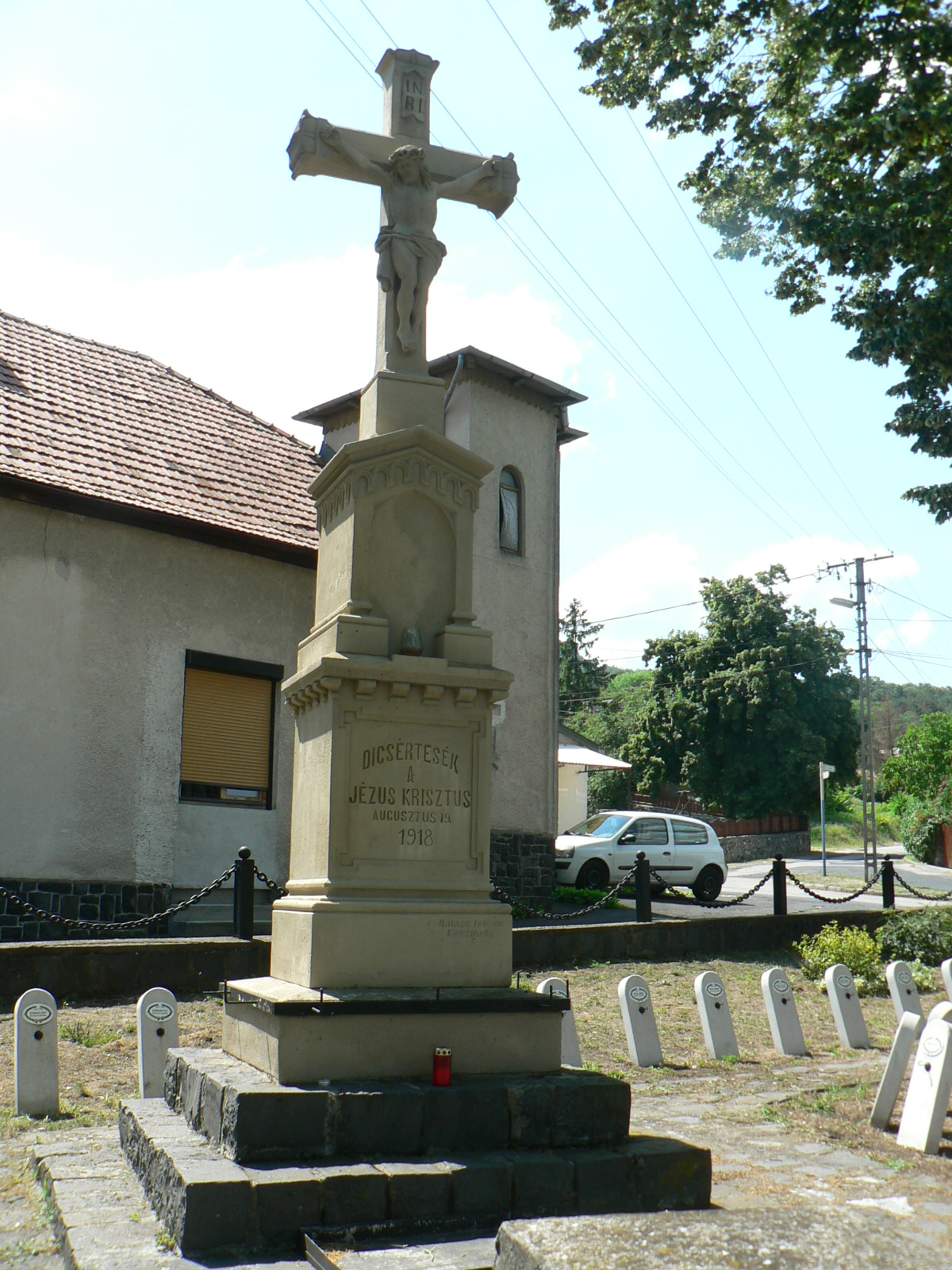
Kereszt a település központjában

## Története
Területe már az ókorban is lakott volt, az ásatások felszínre hoztak a hegytetőn egy vaskori településből származó leleteket, egy kelta település maradványait, de a rómaiak is termeszthettek itt szőlőt, a Badacsony oldalában az ő idejükben is számos ültetvény volt.
A középkorból kevés feljegyzés maradt fenn a községről, mert nem egyházi birtok volt. Névadója állítólag egy besenyő vitéz, Urkund fia Tomaj vezér volt, aki Szent István korában István király sógoraként 998-ban ajándékba kapta a területet Lesencetomajjal és Cserszegtomajjal együtt. A település a Tomaj nemzetség birtokában maradt egészen a nemzetség kihaltáig. 
Első fennmaradt okleveles említése 1313-ból származik, Tomaj formában, de – mint II. Pál veszprémi püspök oklevelében olvasható – 1263-ban már remetekolostor állt ezen a helyen. 
A török hódoltság idején lakossága megfogyatkozott, 1550-ben plébániája is elhagyatva állt, de a források szerint a település folyamatosan lakott volt. Az itt élők ekkor is főleg szőlő- és gyümölcstermesztésből és  halászatból éltek. 
Pihenőhelyként a falu már a 18. században ismertté vált, egyesek megkedvelték a borát. Épültek pincék és a présházak. Hegykönyve és hegytörvényei is ismertek. A pálos kolostor égbe nyúló falairól 1851-ben Szerelmey Miklós adott hírt. A helyszínt 1887-ben Ádám Iván kanonok járta be és tárta fel. Tanulmánya 1888-ban jelent meg az Archeológiai szemlében.
A Badacsonyi Bazaltbánya Rt.-t a Tószegi család és az Esterházy Hitbizomány hozta létre. 1903-as megnyitásával a település új irányt vett, a lakosság száma megkétszereződött, elindult az iparosodás. A Balaton északi partján megindult a vasúti közlekedés. 1909-től lóvasút is járt a településen.
Badacsonytomaj 1911. január 1-jén lett nagyközség Zala megye törvényhatósági döntése alapján. Ekkor meghirdették a jegyzői állást, amelyre Nemesgulácsi adóügyi jegyző jelentkezett, és február 15-én kinevezték jegyzőnek. Vajda Elek (1879–1944) 1911-ben költözött a településre, melynek ezután nyugalomba vonulásáig, 1923-ig a jegyzője volt. Ő a Vöröskereszt 1915. február 15-én alapított badacsonytomaji egyletének első jegyzője is volt. Egykori lakóháza, melyet a községbe költözésekor építtetett, nyugállományba vonulása után előbb az elöljáróság, később a nagyközség tanácsának, illetve önkormányzatának székhelye volt egészen 2011-ig. 2014 szeptemberében az új városháza földszintjén emléktáblát helyeztek el Vajda Elek munkásságáról.
Az első világháborúban sok badacsonytomaji férfi lelte halálát. A háború után az országot ért területvesztés során a kőbányák jelentős részének a határon túlra kerülésével a Badacsony hegy is veszélybe került. Herczeg Ferenc vezetésével komoly küzdelem folyt az akkori országgyűlésben a természeti értékek megmentéséért. 
A bazaltkövet csillepályán szállították le a hegyről a Balaton-parton lévő zúzóüzembe. A csillepálya tartóállványának rezgése, rázkódása miatt a Templom-dombon 1344-ben épült Szent Imre-templom szentélye és falai megrepedtek, az épület veszélyessé vált. Helyette épült a hegy bazaltköveiből 1931-32-ben, Rott Nándor püspöksége alatt, Varga Sándor plébánossága idején, a Vallás alap finanszírozásával az akkor még Európában egyedülálló neoromán stílusú római katolikus Szent Imre-templom Fábián Gáspár tervei alapján.
A falu az 1950-es megyerendezésig Zala vármegyéhez tartozott.
Az első szabad önkormányzati választások idején, 1990 szeptemberében a település első polgármesterének Káloczi Kálmánt választották meg, aki 2002-ig töltötte be ezt a funkciót.
A bazaltbányászat 1965-ben befejeződött, de a hegy látványa és élővilága nagyon megsínylette a félévszázados bányászatot. A további károkat megelőzendő a térséget tájvédelmi körzetté nyilvánították.
A település a hozzá tartozó Badacsonyörs (korábban Kisörs, régi népies nevén Bugyberek) és Badacsony (valamikor Hableány) településrészekkel együtt 2004. július 1-jén kapott városi rangot.

## Közélete

### Polgármesterei
- 1990–1994: Kálóczi Kálmán (MSZP)[6]
- 1994–1998: Kálóczi Kálmán (Badacsonyőrsi Érdekvédelmi Egyesület)[7]
- 1998–2002: Kálóczi Kálmán (független)[8]
- 2002–2006: Krisztin N. László (független)[9]
- 2006–2010: Krisztin N. László (független)[10]
- 2010–2014: Krisztin N. László (független)[11]
- 2014–2019: Krisztin-Németh László Illés (független)[12]
- 2019–2024: Krisztin-Németh László Illés (független)[13]
- 2024– : Hartai Béla (független)[1]

## Népessége
A település népességének változása:
| Lakosok száma | 2178 | 2186 | 2150 | 2240 | 1987 | 2144 | 2149 |
|               | 2013 | 2014 | 2015 | 2021 | 2022 | 2023 | 2024 |

A 2011-es népszámlálás idején a lakosok 87,3%-a magyarnak, 1,8% németnek mondta magát (12,5% nem nyilatkozott). A vallási megoszlás a következő volt: római katolikus 60,5%, református 2,2%, evangélikus 1,2%, felekezeten kívüli 7,4% (28,1% nem nyilatkozott).
2022-ben a lakosság 87,5%-a vallotta magát magyarnak, 2,4% németnek, 0,3% szlováknak, 0,1-0,1% szerbnek, görögnek, örménynek, románnak, horvátnak és cigánynak, 3,5% egyéb, nem hazai nemzetiségűnek (11,9% nem nyilatkozott; a kettős identitások miatt a végösszeg nagyobb lehet 100%-nál). Vallásuk szerint 44,9% volt római katolikus, 2,9% református, 1,1% evangélikus, 0,6% görög katolikus, 0,1% izraelita, 0,1% ortodox, 0,8% egyéb keresztény, 0,2% egyéb katolikus, 11,3% felekezeten kívüli (38,1% nem válaszolt).

## Nevezetességei

### Badacsonytomaj központjában
- A neoromán stílusban, bazaltból épült római katolikus Szent Imre-templom
- Az első és második világháború emlékművei

### A Badacsony hegy oldalában
- A Szegedy Róza-ház múzeum; Kisfaludy Sándor és felesége, Szegedy Róza egykori lakhelye.
- A Kisfaludy Sándor présháza; a Kisfaludy-házban étterem működik több évtized óta.
- Az Egry József Emlékmúzeum (A Balaton festőjének a háza 1973 óta múzeum, a művész festményei és kortárs művészek időszakos kiállításai tekinthetőek meg benne.)
- A Hertelendy-Békássy-kúria; a Szépkilátó Borozó található a házban. A kúria eredetileg hertelendi és vindornyalaki Hertelendy Gábor (1900–1979) földbirtokos és neje, békási Békássy Klára (1901–1989) tulajdona volt. 2018. július 22-én avatták fel „A reformkor nagyjai Badacsonyban” szoborparkot a carrarai márványból faragott reformkori arcképcsarnokkal, mely Béres János Vajda Lajos-díjas zalaegerszegi szobrászművész alkotása. A 200 éves Hertelendy-Békássy-pince-villa parkját díszítik a mellszobrok. A portrésorozat dr. Kovács János zalaegerszegi gyógyszerész mecénási felkérésének gyümölcse.[16]
- A Hertelendy-borozó; a Kisfaludy-ház étteremmel szemben működik. Nemesvitai Viosz Judit[17] helyi földbirtokosnő alapította, aki régi zalai család sarja volt; ő adta a hegy legmagasabb pontján álló borozónak ükanyja, egyházasbüki Dervarics Ákos táblabíróné hertelendi és vindornyalaki Hertelendy Rozália (1822–1850) nevét.

### Badacsonyörs településrészen
- Folly Arborétum
- Páduai Szent Antal-kápolna
- Nagy Boldogasszony-kápolna
- Varga családi borászat és borkombinát

## Hajdani híres lakói születési évük sorrendjében
- Kisfaludy Sándor (1772-1844)
- Szegedy Róza (1774-1832)
- Felsőbüki Nagy Pál (1777-1857)
- Bogyay Lajos (1803-1875)
- Herczeg Ferenc (1863-1954)
- Pauler Ákos (1876-1933)
- Krúdy Gyula (1878-1933)
- Egry József (1883-1951)
- Bernáth Aurél (1895-1982)
- Szabó Lőrinc (1900-1957)
- Keresztury Dezső (1904-1996)
- Jankovich Ferenc (1907-1971)
- Tatay Sándor (1910-1991)
- Udvardi Erzsébet (1929-2013)

## Régi mondások, falucsúfolók a településről
- Badacsonyörs régi elnevezéséhez kapcsolódik az alábbi, fennmaradt mondás: „A bugyberki kümíves a pipaszárába kapaszkodott, hogy az állásrul le ne essen.”[18]